# McKnightstown
McKnightstown es un lugar designado por el censo ubicado en el condado de Greene en el estado estadounidense de Pensilvania. En el año 2010 tenía una población de 226 habitantes.

## Geografía
McKnightstown se encuentra ubicado en las coordenadas 39°52′12″N 77°19′49″O / 39.87000, -77.33028.. Según la Oficina del Censo de los Estados Unidos, McKnightstown tiene una superficie total de 0,89 mi² (2,3 km²), de la cual 0,89 mi² (2,3 km²) corresponden a tierra firme y 0 mi² (0 km²) es agua.